# (3657) Ermolova
(3657) Ermolova (1978 ST6) – planetoida z pasa głównego asteroid okrążająca Słońce w ciągu 3,52 lat w średniej odległości 2,31 au Odkryła ją Ludmiła Żurawlowa 26 września 1978 roku.